# マルコ・ザンキ
マルコ・ザンキ（Marco Zanchi, 1977年4月15日 - ）は、イタリアのサン・ジョヴァンニ・ビアンコ出身のサッカー選手。セリエA・ヴィチェンツァ所属。ポジションはディフェンダー（センターバック）。
2000年のU-21欧州選手権の優勝メンバーで、「ガエターノ・シレアの再来」とまで評された逸材だったが、その後伸び悩み、レンタル移籍を繰り返した。しかし、メッシーナへ完全移籍後はコンスタントに出場機会を得ている。

## 所属クラブ
- アタランタBC 1994-1996
- ACキエーヴォ・ヴェローナ 1996-1997
- ASバーリ 1996-1997
- ウディネーゼ・カルチョ 1997-2000
- ユヴェントスFC 2000-2001
- ピアチェンツァ・カルチョ 2000-2001
- エラス・ヴェローナFC 2001-2002
- ボローニャFC 2002-2004
- FCメッシーナ 2004-2008
- ヴィチェンツァ・カルチョ 2008-2012